# Dalhart
Dalhart település az Amerikai Egyesült Államok Texas államában, részben Dallam megyében, (melynek megyeszékhelye is), részben Hartley megyében. Lakosainak száma 8447 fő (2020. április 1.).

## Népesség
A település népességének változása:

| 2010 | 7 930 |
| 2020 | 8 447 |